# Judo-Europameisterschaften der Männer 1984
Die Judo-Europameisterschaften der Männer wurden 1984 zum 33. Mal ausgetragen und fanden vom 3. bis 6. Mai im belgischen Lüttich statt, an denen 165 Athleten aus 29 Ländern teilnahmen. Mit Chasret Tlezeri, Neil Adams, Vitali Pesniak und Angelo Parisi verteidigten vier Judokas ihre Titel aus dem Vorjahr erfolgreich.

## Zeitplan
| Datum                  | Wettbewerbe                                              |
| ---------------------- | -------------------------------------------------------- |
| Donnerstag 3. Mai 1984 | Halbschwergewicht (bis 95 kg) Schwergewicht (über 95 kg) |
| Freitag 4. Mai 1984    | Halbmittelgewicht (bis 78 kg) Mittelgewicht (bis 86 kg)  |
| Samstag 5. Mai 1984    | Halbleichtgewicht (bis 65 kg) Leichtgewicht (bis 71 kg)  |
| Sonntag 6. Mai 1984    | Superleichtgewicht (bis 60 kg) Offene Klasse             |

## Wettbewerbe
| Gewichtsklasse                 | Gold                      | Silber              | Bronze                               |
| ------------------------------ | ------------------------- | ------------------- | ------------------------------------ |
| Superleichtgewicht (bis 60 kg) | Chasret Tlezeri           | Felice Mariani      | Patrick Roux Carlos Sotillo Martínez |
| Halbleichtgewicht (bis 65 kg)  | Marc Alexandre            | Jaroslaw Kříž       | Luc Chanson Stephen Gawthorpe        |
| Leichtgewicht (bis 71 kg)      | Tamas Namgalauri          | Serge Dyot          | István Nagy Joaquín Ruiz             |
| Halbmittelgewicht (bis 78 kg)  | Neil Adams                | Dénes Fogarasi      | Michel Nowak Juri Merkulow           |
| Mittelgewicht (bis 86 kg)      | Vitali Pesniak            | Roland Borawski     | Peter Seisenbacher Ben Spijkers      |
| Halbschwergewicht (bis 95 kg)  | Günther Neureuther        | Robert Van de Walle | Robert Köstenberger Roger Vachon     |
| Schwergewicht (über 95 kg)     | Alexander von der Groeben | Dietmar Pufahl      | Vladimír Kocman Willy Wilhelm        |
| Offene Klasse                  | Angelo Parisi             | Grigori Weritschew  | Mihai Cioc Robert Van de Walle       |

## Medaillenspiegel
| Rang | Land                            | Gold | Silber | Bronze | Gesamt |
| ---- | ------------------------------- | ---- | ------ | ------ | ------ |
| 1    | Sowjetunion                     | 3    | 1      | 1      | 5      |
| 2    | Frankreich                      | 2    | 1      | 3      | 6      |
| 3    | BR Deutschland                  | 2    | –      | –      | 2      |
| 4    | Vereinigtes Königreich          | 1    | –      | 1      | 2      |
| 5    | Deutsche Demokratische Republik | –    | 2      | –      | 2      |
| 6    | Tschechoslowakei                | –    | 1      | 1      | 2      |
| 6    | Belgien                         | –    | 1      | 1      | 2      |
| 8    | Italien                         | –    | 1      | –      | 1      |
| 8    | Ungarn                          | –    | 1      | –      | 1      |
| 10   | Spanien                         | –    | –      | 2      | 2      |
| 10   | Rumänien                        | –    | –      | 2      | 2      |
| 10   | Österreich                      | –    | –      | 2      | 2      |
| 10   | Niederlande                     | –    | –      | 2      | 2      |
| 14   | Schweiz                         | –    | –      | 1      | 1      |
|      | Total                           | 8    | 8      | 16     | 32     |